# Conséquences de la pandémie de Covid-19 sur l'industrie du jeu vidéo
L'industrie du jeu vidéo a été particulièrement affectée par la pandémie de Covid-19 et les restrictions associées, notamment les divers confinements en 2020 et 2021.

## Annulations d'évènements
Comme dans les autres secteurs, de nombreux salons et évènements sont annulés : 
- L'édition de l'E3 2020 est annulée. L'E3 2021 se déroule uniquement en ligne.
- L'édition de 2020 de la Gamescom est annulée.
- L'édition du Game Camp France est annulée en 2020.

## Jeux retardés
La production de jeu vidéo s'est vue marquée par le recours massif au télétravail. Des jeux comme Gran Turismo 7, Back 4 Blood, Deathloop, Humankind ou The Last of Us Part II ont été retardés durant cette période.

## Sursaut économique
Durant les confinements, la pratique du jeu vidéo avait augmenté en temps et en fréquence. Le temps moyen passé sur les écrans par les joueurs était passé de 12 à 16 heures par semaine. La pratique du jeu vidéo durant les confinements avait été même recommandée par l'OMS dans une campagne menée avec des éditeurs de jeux, pour éviter l'isolement.
En 2020, le chiffre d'affaires mondial généré par le secteur augmenté d'environ 10 milliards de dollars, soit un bond de 12% par rapport à 2019.

### Jeux à succès
Des jeux comme Animal Crossing: New Horizons sorti en mars 2020, FIFA 21, Among Us ou Grand Theft Auto V ont connu un succès important.

### Ventes de hardware
Les ventes de consoles de jeu vidéo ont particulièrement augmenté en mars 2020 dans le monde.